# (12874) Poisson
(12874) Poisson (1998 QZ) – planetoida z pasa głównego asteroid okrążająca Słońce w ciągu 4,81 lat w średniej odległości 2,85 j.a. Odkryta 19 sierpnia 1998 roku.